# Kirill Serebrennikov
Kirill Semjonovič Serebrennikov (rusky Кирилл Семёнович Серебренников; * 7. září 1969 Rostov na Donu, SSSR) je ruský divadelní a filmový režisér, ředitel moskevského divadla Gogol-centr, kritizující politiku Kremlu. Na rostoucí cenzuru v Rusku reagoval slovy, že „vše se vrací k nejžalostnější sovětské praxi“.

## Život a dílo
Kyrill Semjonovič Serebrennikov vystudoval původně fyziku na Rostovské státní univerzitě.
Je autorem divadelní hry (M)učedník německého dramatika Maria von Mayenburga, již adaptoval na ruské prostředí. Serebrennikovovy filmy se promítaly na festivalech v Cannes i v Benátkách, jeho tvorbu svět sleduje. Režíruje úspěšná divadelní i operní představení v řadě evropských divadel. V březnu 2019 byl na prestižních ruských cenách Nika oceněn jako nejlepší ruský režisér za film Léto, který stříhal již v domácím vězení. Po ruské invazi na Ukrajinu režisér vycestoval na vrácený pas do Francie a Německa, kde pracoval na filmu Žena Čajkovskovo.

### Podezření ze zpronevěry
V druhé polovině roku 2017 mu soud nařídil domácí vězení v rámci vyšetřování podezření ze zpronevěry státní dotace 68 milionů rublů, za což mu hrozí v případě odsouzení až deset let vězení. Dne 8. dubna 2019 Kyrillu Serebrennikovovi moskevský soud domácí vězení zrušil.

## Filmografie
- Ragin (2004)
- V roli oběti (2006)
- Den v Jurjevu (2008)
- Korotkoje zamykanije (2009)
- Nevěra (2012)
- (M)učedník (2016)
- Léto (2018)
- U Petrovových řádí chřipka (2021)
- Žena Čajkovskovo (2022)
- Limonov: The Ballad of Eddie (2023)

### Krátký film
- Fonograf (2016)

## Ocenění
- Ragin
  - vítězný film v sekci Na východ od Západu na MFF Karlovy Vary 2005
- (M)učedník
  - European Film Awards 2016: Ilja Děmuckij, Nejlepší hudba
- Léto
  - European Film Awards 2018: Andrej Ponkratov, Nejlepší výprava
  - Filmový festival v Cannes 2018: Nejlepší soundtrack
  - Nika 2019: Nejlepší ruský režisér